# Groupe d'armées G
Ne doit pas être confondu avec Groupe G.
Le groupe d'armées G (en allemand : Heeresgruppe G) est un regroupement d'armées allemandes de la Wehrmacht durant la Seconde Guerre mondiale créé le 8 mai 1944 sous la direction du Generaloberst Johannes Blaskowitz à Rouffiac-Tolosan (sud de la France) en vue de coordonner l’action des 1. et 19. Armeen.
Durant la campagne de Lorraine et la bataille des Ardennes, Le groupe d'armées G était dirigé par Hermann Balck. Il est alors composé, entre autres par la 1. Armee de Otto von Knobelsdorff et la 19. Armee de Friedrich Wiese. Ce groupe d'armées capitula le 5 mai 1945, à Haar près de Munich.

## Commandement suprême

Fanion du commandant d'un Heeresgruppe

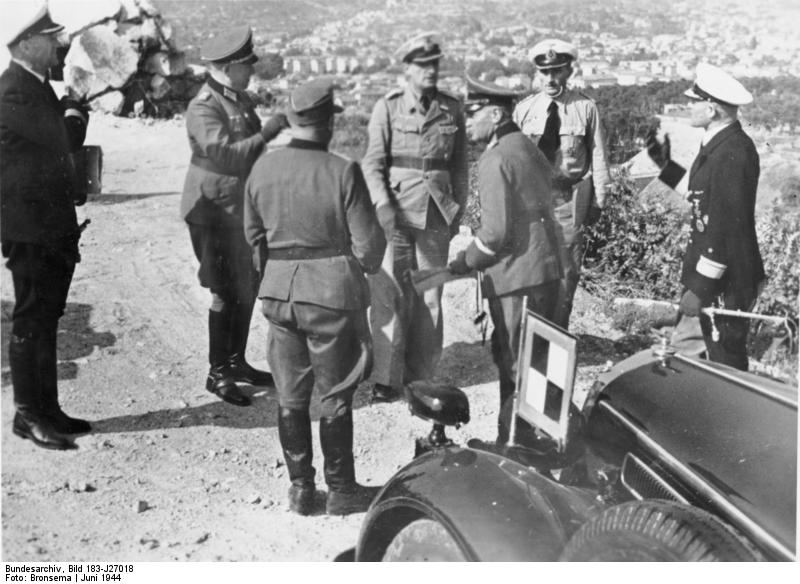
Le général Blaskowitz en tournée d'inspection quelque part en France occupée le 27 juin 1944. Remarquez le fanion de voiture indiquant le poste de Blaskowitz, commandant d'un Groupe d'armée.

| Date              | Commandant                                                   |
| ----------------- | ------------------------------------------------------------ |
| 8 mai 1944        | Generaloberst Johannes Blaskowitz                            |
| 21 septembre 1944 | General der Panzertruppen Hermann Balck                      |
| 24 décembre 1944  | Generaloberst Johannes Blaskowitz                            |
| 29 janvier 1945   | SS-Oberstgruppenführer und Generaloberst der SS Paul Hausser |
| 2 avril 1945      | General der Infanterie Friedrich Schulz                      |

## Organisation
Troupes rattachées au groupe d'armées
- Heeresgruppen-Nachrichten-Regiment 609 (609e Régiment de transmission de groupe d'armées)

Unités faisant partie du groupe d'armées
| Date      | Armées                                |
| --------- | ------------------------------------- |
| 1944      |                                       |
| mai       | 1re Armée, 19e Armée                  |
| août      | 19e armée                             |
| septembre | 19e armée, 1re armée, 5e Panzer Armee |
| 1945      |                                       |
| janvier   | 1re armée                             |
| février   | 1re armée, 19e armée                  |
| avril     | 1re armée, 19e armée                  |